# 拉脫維亞國家武裝部隊
拉脱维亚国家武装部队（拉脱维亚语：Latvijas Nacionālie bruņotie spēki，缩写NBS）是拉脱维亚的武装部队。拉脱维亚的国家武装部队是防御性质的军队，分为机动的专业快速反应部队和预备役部队。在需要时，可以相对较快地进行动员。拉脱维亚的国家武装部队兵种上由拉脱维亚陆军、拉脱维亚海军、拉脱维亚空军和拉脱维亚国民警卫队组成。其主要任务是保护国家领土、参加国际军事行动、阻止对国家安全的威胁。